# Фенько Степан Григорович
Фенько Степан Григорович (13 серпня 1921–1991) — учасник Німецько-радянської війни, Герой Радянського Союзу.

## Біографія
Народився в селі Велика Павлівка Зіньківського району Полтавської області в селянській родині. Закінчив 9 класів середньої школи, працював на шахті в місті Дзержинськ Донецької області.
У Червоній Армії з січня 1941 року, Брав участь у боях Другої Світової війни з червня 1942 року. Воював на Західному і 3-му Білоруському фронтах. Командир гармати 1233-го стрілецького полку 371-ї стрілецької Вітебської дивізії 5-й армії 3-го Білоруського фронту, рядовий. Особливо відзначився під час форсування Немана: у бою загинув весь гарматний розразунок, сам був тяжко поранений і контужений, проте зумів підбити 3 ворожих танки та знищити до 120 солдатів.
1949 року закінчив курси лейтенантів. З 1972 року підполковник С. Г. Фенько перебував в запасі. Жив у місті Ленінграді. Помер в 1991 році, похований на Красненькому цвинтарі.

## Нагороди
- 24 березня 1945 року Степан Фенько нагороджений медаллю Героя Радянського Союзу (медаль № 6170).
- два ордени Леніна.
- орден Вітчизняної війни 1-го ступеня.
- орден Червоної Зірки
- медалі.